# 2005 w nauce

## Astronomia
- James E. Gunn – Nagroda Henry Norris Russell Lectureship przyznawana przez American Astronomical Society.
- George Efstathiou, Simon White – Nagroda Dannie Heineman Prize for Astrophysics przyznawana przez American Astronomical Society.

## Nagrody
- Nagrody Nobla
  - Nagroda Nobla w dziedzinie fizjologii i medycyny: Barry J. Marshall i Robin Warren
  - Nagroda Nobla w dziedzinie fizyki: Roy J. Glauber, John L. Hall i Theodor W. Hänsch
  - Nagroda Nobla w dziedzinie chemii: Yves Chauvin, Robert H. Grubbs i Richard R. Schrock
- Nagroda Abela w dziedzinie matematyki: Peter David Lax